# Barbatia barbata

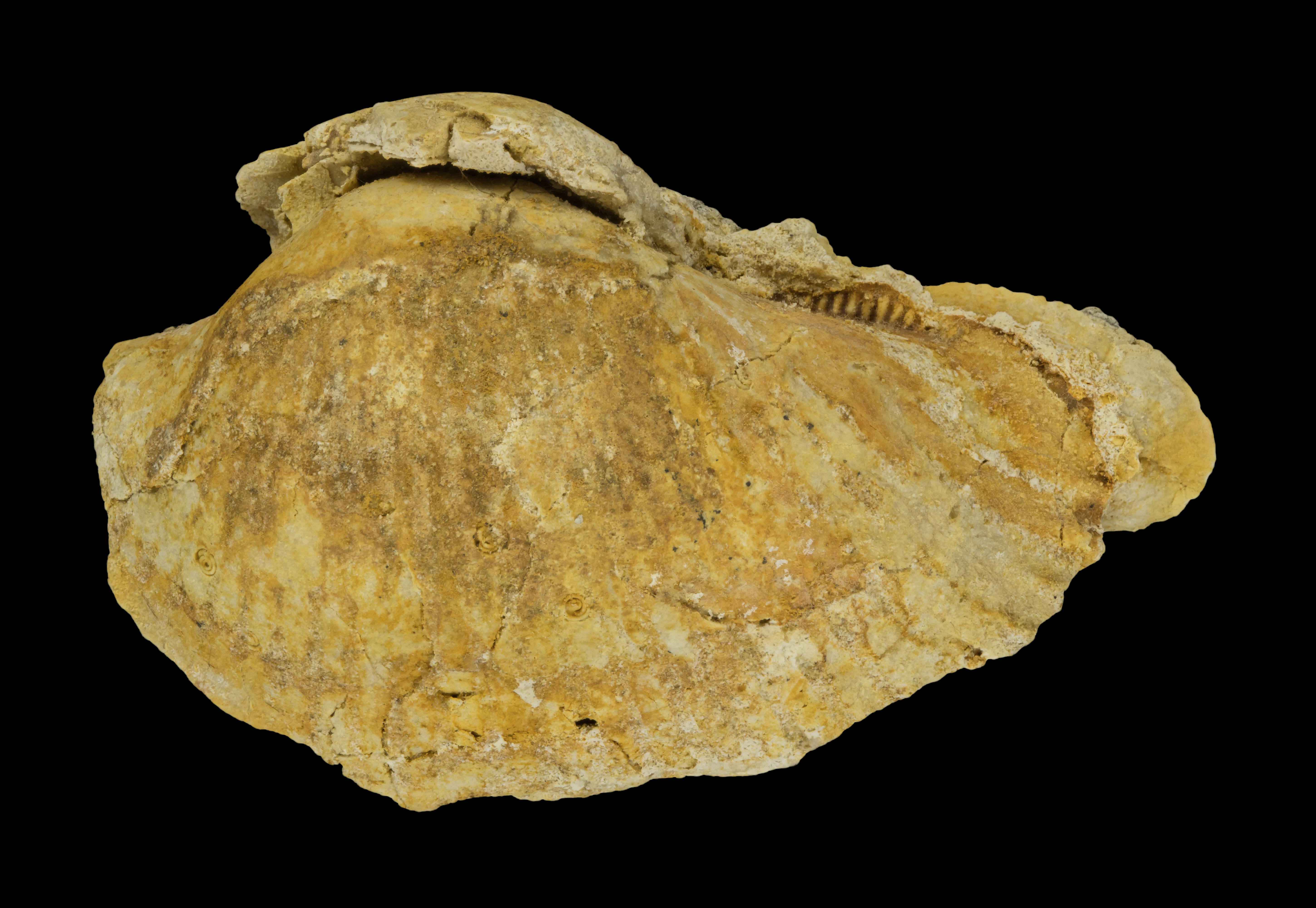
Fossile, Miocène

Arche barbue
Espèce
Barbatia barbata ou Arche barbue est une espèce de mollusques bivalves de la famille des Arcidae.

## Classification
L'espèce Barbatia barbata est décrite par Carl Linnaeus en 1758.

### Synonymes
- Arca bonnaniana Risso, 1826
- Arca cylindrica Wood, 182
- Arca magellanica Bruguière, 1789
- Barbatia eximia Dunker, 1866

## Description
Valve droite et gauche du même spécimen:

Valve droite
Valve gauche

Barbatia barbata var elongata

Valve droite et gauche du même spécimen:

Valve droite
Valve gauche